# Phronia obtusa
Phronia obtusa är en tvåvingeart som beskrevs av Johannes Winnertz 1863. Phronia obtusa ingår i släktet Phronia och familjen svampmyggor. Arten är reproducerande i Sverige. Inga underarter finns listade i Catalogue of Life.